# Volo Aeroflot 19
Il volo Aeroflot 19 era un volo passeggeri di linea dall'aeroporto di Mosca-Bykovo, a Mosca, all'aeroporto di Brjansk nell'omonima città. Il 2 novembre 1973 uno Yakovlev Yak-40 che operava il volo fu dirottato da 4 persone 10 minuti prima dell'atterraggio. L'aereo fu poi dirottato all'aeroporto di Mosca-Vnukovo, dove i dirottatori pretesero l'acquisizione e il rifornimento di un volo per la Svezia. Gli ostaggi all'interno dell'aereo vennero successivamente liberati dopo che le autorità presero d'assalto l'aereo. Questo è uno dei primi casi noti di assalto a un aereo dirottato sul territorio dell'URSS.

## L'aereo e l'equipaggio
Lo Yak-40K — numero di fabbrica 9120618 e MSN 18-06 — era stato costruito dall'Impianto Aeronautico di Saratov nel luglio 1971 e consegnato al Ministero dell'aviazione civile. È stato registrato come CCCP-87607 e inviato all'Amministrazione dell'aviazione civile dei distretti centrali, provvisoriamente alla divisione dell'Aeroflot a Brjansk.
Il capitano Ivan Kašin (36) fu uno dei primi piloti ad imparare a pilotare lo Yak-40. Si diplomò alla Scuola dell'Aviazione civile di Sasovo nel 1957. Il primo ufficiale del volo fu Stanislav Talpekin, e l'ingegnere di volo era Nikolaj Nikitin.

## Descrizione degli eventi

### Partenza
L'aereo stava operando un volo nazionale di routine F-19 (Ф-19) dall'aeroporto di Bykovo, Mosca, all'aeroporto di Brjansk. Lo Yak-40 partì da Mosca alle 10:45 ora locale con 28 passeggeri e 3 membri dell'equipaggio a bordo. Il tempo di volo stimato per Brjansk quel giorno era di 50 minuti.

### Il dirottamento
10 minuti prima dell'atterraggio all'aeroporto di Brjansk, quattro dirottatori (Viktor Romanov, Vladimir Žalnin, Pëtr Bondarev e Aleksandr Nikiforov) recuperarono le loro pistole dalle cappelliere e presero i passeggeri come ostaggi, quindi tentarono di prendere d'assalto la cabina di pilotaggio. I rumori dalla cabina passeggeri raggiunsero la cabina di pilotaggio, inducendo il comandante Kašin a chiedere al suo ingegnere di volo di indagare sulla situazione nella sezione passeggeri. Dopo che Nikitin si accorse che c'erano dei dirottatori a bordo, immediatamente urlò all'equipaggio di volo del problema e chiuse la porta dall'esterno. L'ingegnere di volo cercò di atterrare uno dei dirottatori (Romanov), ma venne ferito da Žalnin. Uno dei passeggeri (Vladimir Gaponenko) attaccò Bondarev, ma perse l'equilibrio a causa del lancio dell'aereo e, di conseguenza, si ferì.
Nella cabina di pilotaggio Kašin inviò una chiamata d'emergenza al controllo del traffico aereo. Nel frattempo gli aggressori riuscirono a forzare la serratura della porta della cabina di pilotaggio e ad entrarvi. I dirottatori chiesero all'equipaggio di tornare a Mosca. Mentre si avvicinavano all'aeroporto di Vnukovo, gli intrusi costrinsero l'equipaggio a informare le autorità che chiedevano un riscatto di 1,5 milioni di dollari per tutti gli ostaggi e per informazioni sui futuri gruppi di dirottatori di aerei. Nonostante le difficili condizioni meteorologiche a Mosca, l'equipaggio riuscì a far atterrare con successo lo Yak-40 a Vnukovo.

### La situazione a terra
Il capo del KGB (e futuro leader dell'URSS) Jurij Vladimirovič Andropov e il Ministro degli affari interni Nikolaj Ščëlokov arrivarono presto all'aeroporto e iniziarono a sviluppare una strategia per liberare gli ostaggi.
I dirottatori lasciarono uscire dall'aereo due ostaggi feriti (Nikitin e Gaponenko). Quindi, i dirottatori avanzarono condizioni aggiuntive: le autorità dovevano consentire loro di rifornire l'aereo e dare loro metà del buyout in cambio della metà degli ostaggi. Il loro piano era di volare a Leningrado, dove avrebbero fatto uscire il resto degli ostaggi e rifornito lo Yak-40, abbastanza per volare fino in Svezia. Tuttavia le autorità decisero di non far uscire da Mosca l'aereo catturato, ma di assaltarlo. Per l'occasione costituirono un gruppo d'assalto di poliziotti volontari (Michail Ljachmanov, Vladimir Rakov, Aleksandr Muškarin, Nikolaj Kapustin e Aleksandr Poprjaduchin). Questo gruppo si diresse segretamente verso l'aereo e si nascose sotto di esso vicino al carrello di atterraggio anteriore. Dopo diverse ore di attesa i dirottatori furono informati che le autorità erano pronte a trasferire il denaro. All'inizio dovevano portare una valigia piena di banconote false da un ufficiale del KGB, che però all'ultimo minuto si rifiutò di farlo, quindi assegnarono il ruolo ad un agente della polizia dei trasporti.
Dopo che i dirottatori sentirono dei movimenti sotto lo Yakovlev Yak-40, pensarono che avessero consegnato il denaro. Uno dei dirottatori (Nikiforov) aprì il portellone, poi il sergente Rakov premette una picca contro la porta. Il dirottatore Žalnin iniziò a sparare contro gli agenti di polizia, che reagirono. Di conseguenza, Nikiforov cadde sulla pista ferito gravemente (e in seguito morì in ospedale). Allo stesso tempo un veicolo corazzato si avvicinò all'aereo e sparò con la mitragliatrice mirando all'aereo, che subì circa 90 colpi di proiettile. Sono stati quindi utilizzati gas lacrimogeni; tuttavia la bomba fumogena rimase incastrata tra i sedili, causando la bruciatura del rivestimento. Mentre il fumo invadeva la cabina, tra i passeggeri si scatenò il panico, e iniziarono a fuggire dall'aereo. I dirottatori Bondarev e Žalnin scapparono dall'aereo insieme ai passeggeri, mentre Romanov si sparò. A seguito dell'assalto all'aereo due passeggeri rimasero feriti, ma non morì nessuno.

## Conseguenze

### Destino dei dirottatori
I due dirottatori rimasti sono stati successivamente arrestati. Žalnin, che all'epoca aveva 16 anni, fu condannato a 10 anni di carcere. Dopo essere stato rilasciato morì presto. Pëtr Bondarev è stato dichiarato pazzo con l'aiuto dei suoi genitori e mandato in un ospedale psichiatrico, dove trascorse 6 mesi. Morì a Mosca nel 2006.

### Encomio dell'equipaggio
Il 19 dicembre 1973, durante una cerimonia a Mosca, l'ufficiale di polizia Aleksandr Poprjadukhin e il comandante Ivan Kašin ricevettero il titolo di Eroe dell'Unione Sovietica per il coraggio dimostrato.

### Destino dell'aereo
Lo Yak-40 fu presto riparato e riprese a volare. Nel 1987 è stato trasferito al Ministero della Costruzione generale delle macchine e inviato a CNIIMAŠ. L'aereo è ora demolito.

### Considerazioni sulla sicurezza
Dopo il dirottamento del volo 19, lo screening dei passeggeri negli aeroporti dell'Unione Sovietica è stato notevolmente migliorato e rafforzato. Sono stati creati nuovi dipartimenti per combattere il terrorismo nel paese.